# Lamongerie
Lamongerie (La Monjariá auf Okzitanisch) ist eine französische Gemeinde mit 124 Einwohnern (Stand 1. Januar 2022) im Département Corrèze in der Region Nouvelle-Aquitaine. Die Gemeinde ist Mitglied des Gemeindeverbandes Pays d’Uzerche. Die Einwohner nennen sich Monjarios.

## Geografie
Die Gemeinde liegt im Zentralmassiv am Fuße des Plateau de Millevaches. Der Ort liegt am Bach Ruisseau de Lamongerie, der weiter südlich in den an der westlichen Gemeindegrenze verlaufenden Fluss Forges einmündet. An der östlichen Gemeindegrenze verläuft das Flüsschen Ganaveix, das dem Bradascou zustrebt.
Tulle, die Präfektur des Départements, liegt ungefähr 45 Kilometer südöstlich, Brive-la-Gaillarde etwa 50 Kilometer südlich und Uzerche rund 15 Kilometer südlich. Der Ort liegt etwa sechs Kilometer von der Abfahrt 43 der Autoroute A20 entfernt.
Nachbargemeinden von Lamongerie sind La Porcherie im Norden, La Croisille-sur-Briance im Nordosten, Meilhards im Osten, Condat-sur-Ganaveix im Süden, Salon-la-Tour im Südwesten sowie Masseret im Westen.

## Wappen
Beschreibung: In Blau zwei gedrückte goldene Sparren, darüber eine goldene Lilie und drei (2:1) fünfstrahlige silberne Sterne im Schild gestellt.

## Einwohnerentwicklung
| Jahr      | 1962 | 1968 | 1975 | 1982 | 1990 | 1999 | 2007 | 2016 | 2020 |
| Einwohner | 204  | 180  | 149  | 134  | 106  | 83   | 105  | 115  | 118  |

## Sehenswürdigkeiten
- Figuren aus der Gemeindekirche Saint-Martial aus dem letzten Viertel des 15. Jahrhunderts[1][2].